# Xã Bone Creek, Quận Butler, Nebraska
Xã Bone Creek (tiếng Anh: Bone Creek Township) là một xã thuộc quận Butler, tiểu bang Nebraska, Hoa Kỳ. Năm 2010, dân số của xã này là 358 người.